# Josh Lucas

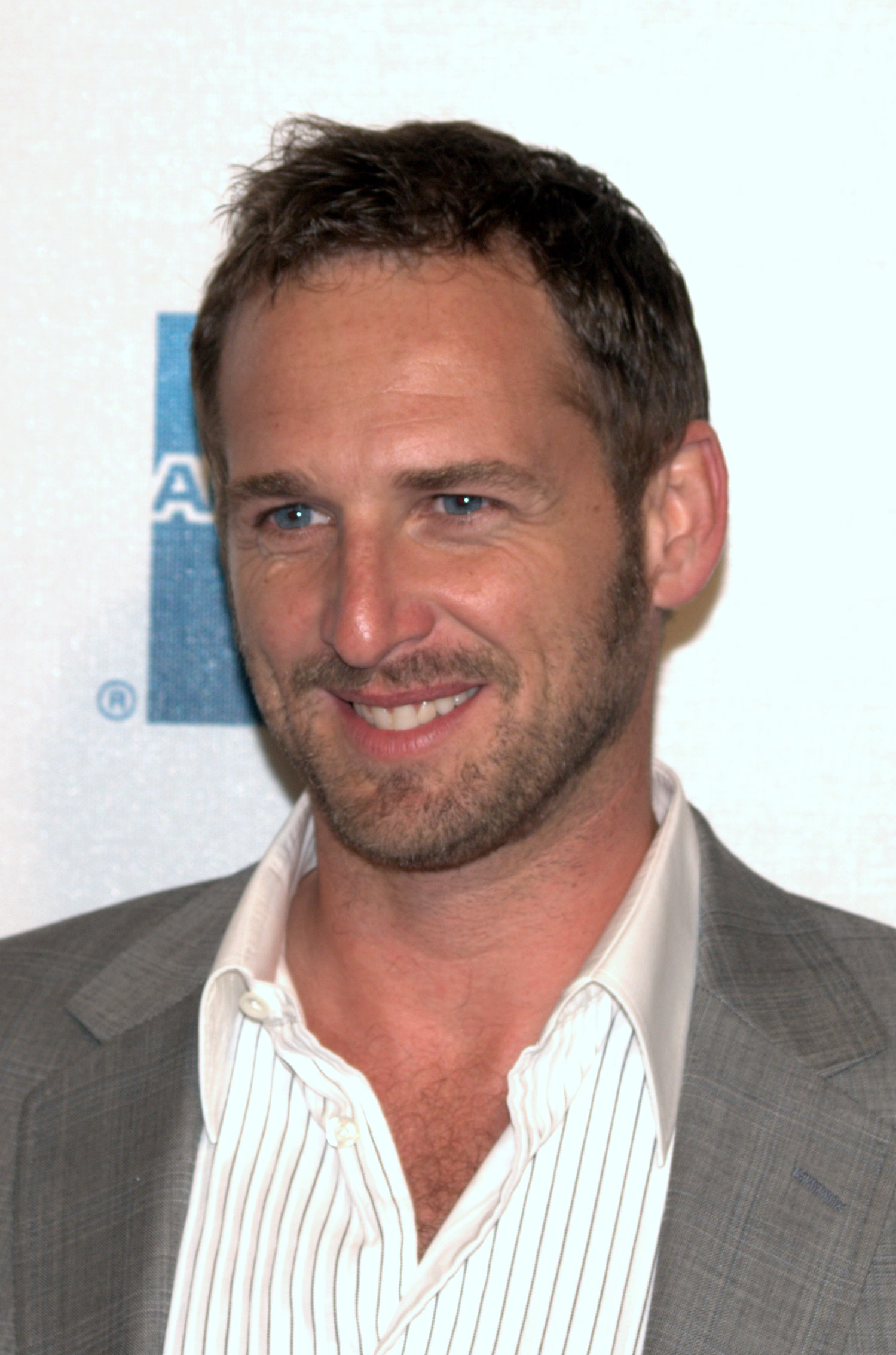
Josh Lucas (2009)

Josh Lucas (* 20. Juni 1971 in Fayetteville, Arkansas; eigentlich Joshua Lucas Easy Dent Maurer) ist ein US-amerikanischer Schauspieler und Produzent.

## Biographie
Lucas’ Eltern waren als Atomkraftgegner aktiv, bevor sie sich in Arkansas niederließen. Als Kind musste Josh Lucas mindestens 30 Mal den Wohnort wechseln, da seine Eltern ihm stets das sicherste Zuhause bieten wollten. Im Gegensatz zu seinen beiden Geschwistern besuchte er nicht das College. Stattdessen wollte er sich der Schauspielerei widmen. 
Das erste Mal stand er 1991 in der Fernsehproduktion Das Kind des Satans vor der Kamera. In der folgenden Zeit war er in mehreren Filmen zu sehen, der große Durchbruch gelang ihm jedoch nicht. 1993 und 1994 übernahm er Nebenrollen in Kinoproduktionen wie Überleben! und Der Kidnapper. Erst acht Jahre später (2002) konnte Lucas mit den Filmen A Beautiful Mind – Genie und Wahnsinn und Das Gewicht des Wassers auf sich aufmerksam machen. Ferner spielte er im selben Jahr neben Reese Witherspoon in Sweet Home Alabama – Liebe auf Umwegen sowie 2006 in Wolfgang Petersens Katastrophenfilm Poseidon.
Insgesamt war Lucas an über 35 Filmprojekten beteiligt, u. a. auch in dem kommerziellen Misserfolg Stealth – Unter dem Radar (mit Jamie Foxx).

## Filmografie (Auswahl)
- 1991: Parker Lewis – Der Coole von der Schule (Parker Lewis Can’t Lose, Fernsehserie, Episode 1x21)
- 1993: Überleben! (Alive)
- 1993: Land in Flammen (Class of '61)
- 1993–1996: Snowy River (The McGregor Saga, Fernsehserie, 15 Episoden)
- 1994: Der Kidnapper (Father Hood)
- 1994: Wing Commander 3 (Computerspiel, Stimme)
- 1997–1998: Immer wieder Fitz (Cracker, Fernsehserie, 16 Episoden)
- 2000: American Psycho
- 2000: You Can Count on Me
- 2000: The Dancer
- 2000: Das Gewicht des Wassers (The Weight of Water)
- 2001: Session 9
- 2001: The Deep End – Trügerische Stille (The Deep End)
- 2001: A Beautiful Mind – Genie und Wahnsinn (A Beautiful Mind)
- 2001: Highway Psychos (When Strangers Appear)
- 2002: Sweet Home Alabama – Liebe auf Umwegen (Sweet Home Alabama)
- 2003: Hulk
- 2003: Löwen aus zweiter Hand (Secondhand Lions)
- 2003: Wonderland
- 2004: Undertow – Im Sog der Rache (Undertow)
- 2004: Spurensuche – Umwege zur Wahrheit (Around the Bend)
- 2005: Stealth – Unter dem Radar (Stealth)
- 2005: Ein ungezähmtes Leben (An Unfinished Life)
- 2005: Spiel auf Sieg (Glory Road)
- 2006: Poseidon
- 2008: Death in Love
- 2008: Management
- 2009: Das schwarze Herz (Tell-Tale)
- 2009: Tödliche Augenblicke (Stolen Lives)
- 2010: Peacock
- 2010: William Vincent
- 2010: Daydream Nation
- 2010: So spielt das Leben (Life as We Know It)
- 2011: J. Edgar
- 2011: Red Dog
- 2011: Der Mandant (The Lincoln Lawyer)
- 2011: Little Murder
- 2012: Stolen
- 2012: The Firm (Fernsehserie, 22 Episoden)
- 2013: Big Sur
- 2013: Space Warriors – Das verrückte Weltraumcamp (Space Warriors)
- 2013: Wish You Well
- 2013: Little Accidents
- 2014: Der Chor – Stimmen des Herzens (Boychoir)
- 2014–2016: Detective Laura Diamond (The Mysteries of Laura, Fernsehserie, 38 Episoden)
- 2016: Youth in Oregon
- 2017: Amerikas meistgehasste Frau (The Most Hated Woman In America)
- 2017: The Secret Man (Mark Felt: The Man Who Brought Down the White House)
- 2018–2022: Yellowstone (Fernsehserie, 9 Episoden)
- 2019: Breakthrough – Zurück ins Leben (Breakthrough)
- 2019: Le Mans 66 – Gegen jede Chance (Ford v. Ferrari)
- 2020: The Secret – Traue dich zu träumen (The Secret: Dare to Dream)
- 2021: The Forever Purge
- 2023: The Black Demon
- 2023: Blood for Dust
- 2024: Queen of the Ring
- seit 2024: Palm Royale (Fernsehserie)
- 2025: Liebe findet uns (The Map That Leads to You)

## Auszeichnungen
| Preis                             | Nominierungen | Prämierungen                                                 | Verleihung |
| Screen Actors Guild Awards        | A beautiful Mind – Genie und Wahnsinn – Outstanding Performance by the Cast of a Theatrical Motion Picture – (mit Paul Bettany, Jennifer Connelly, Russell Crowe, Adam Goldberg, Ed Harris, Judd Hirsch, Austin Pendleton, Christopher Plummer, Anthony Rapp, Jason Gray-Stanford) |                                                              | 2002       |
| Teen Choice Award                 | Sweet Home Alabama – Choice Lip Lock (mit Reese Witherspoon) | Sweet Home Alabama – Choice Lip Lock (mit Reese Witherspoon) | 2003       |
| Ibiza International Film Festival | Death in Love – Best Actor | Death in Love – Best Actor                                   | 2008       |